# Francesco Carpino

Wapen

Francesco Carpino (Palazzolo Acreide, 18 mei 1905 – Rome, 5 oktober 1993) was een Italiaans geestelijke en kardinaal van de Rooms-Katholieke Kerk.
Carpino bezocht het seminarie van Noto en het Pauselijk Romeins Seminarie, waar hij doctoraten verwierf in de filosofie en de theologie alsmede een graad in het canoniek recht. Hij was toen pas 21 jaar oud en ging terug naar Sicilië om daar professor te worden aan het seminarie. Hij werd in 1927 tot priester gewijd. Hij werkte aanvankelijk als parochiepriester in het bisdom Noto, maar vertrok in 1929 weer naar Rome om hoogleraar te worden aan het Pauselijk Lateraans Atheneum. Dat zou hij blijven tot 1951. Naast zijn hoogleraarschap vervulde hij verschillende pastorale functies in Rome. Hij werd in 1939 door paus Pius XII benoemd tot kamerheer van de Paus.
Op 11 februari 1951 benoemde paus Pius XII Carpino tot titulair aartsbisschop van Nicomedia en tot bisschop-coadjutor van het aartsbisdom Monreale. Tien jaar later werd hij titulair aartsbisschop van Sardica en secretaris van het College van Kardinalen. Van 1961 tot 1964 diende hij als raadsman in de voorbereidende commissie voor het Tweede Vaticaans Concilie. Tijdens het conclaaf van 1963 diende hij als secretaris. In 1967 werd hij pro-prefect van de Congregatie voor de Goddelijke Eredienst en de Regeling van de Sacramenten. Dat zou hij maar enkele maanden blijven.
Carpino werd tijdens het consistorie van juni 1967 door paus Paulus VI tot kardinaal gecreëerd. De Santa Maria Ausiliatrice in Via Tuscolana werd zijn titelkerk. Op dezelfde dag werd hij benoemd tot aartsbisschop van Palermo. In 1970 nam hij ontslag. Hij vond zichzelf te oud voor de vele problemen - met name rond de maffia - waar zijn bisdom mee werd geconfronteerd. Hij werd benoemd tot kardinaal-bisschop van het Suburbicair bisdom Albano.
Kardinaal Carpino overleed in zijn slaap. De requiemmis werd gehouden in de Sint-Pietersbasiliek, waarbij paus Johannes Paulus II voorging, waarbij dertig kardinalen concelebeerden. Een tweede requiemmis vond later plaats in Palermo, waar de kardinaal werd bijgezet in de kathedrale kerk.
- International Standard Name Identifier: 0000 0003 8295 1995
- Istituto Centrale per il Catalogo Unico: PALV047314
- Virtual International Authority File: 267708681